# Programa Antártico Argentino
El Programa Antártico Argentino es la gestión del Gobierno nacional de Argentina para llevar adelante la política nacional respecto de la Antártida.

## Sector Antártico Argentino

Sector Antártico Argentino.

El área sobre el cual Argentina ejerce sus intereses en la Antártida es el Sector Antártico Argentino. Argentina tiene presencia permanente e ininterrumpida en la Antártida desde el 22 de febrero de 1904, cuando se estableció el observatorio en las Orcadas del Sur. La reivindicación de soberanía sobre áreas antárticas fue formalizada en enero de 1942 cuando se fijaron los primeros límites del Sector Antártico Argentino y luego por decreto-ley n.º 2129 de 28 de febrero de 1957, que estableció los límites definitivos entre los meridianos 25° y 74° Oeste y el paralelo 60° de latitud Sur. El sector es íntegramente reclamado por el Reino Unido y parcialmente por Chile y desconocido por todos los países del mundo excepto Chile.
El 7 de abril de 1948 por decreto n.º 9905 se estableció la dependencia política-administrativa del Sector Antártico Argentino del gobernador marítimo del entonces Territorio Nacional de Tierra del Fuego. Desde la creación de la provincia de Tierra del Fuego, Antártida e Islas del Atlántico Sur por la sanción de la ley n.º 23775 el 26 de abril de 1990, el Sector Antártico Argentino es parte integral del territorio de esta provincia.

## Sistema del Tratado Antártico

Emblema adoptado en 2002 para representar al Tratado Antártico.

Argentina es signataria del Tratado Antártico, firmado el 1 de diciembre de 1959 y que entró en vigor el 23 de junio de 1961, por el cual se estableció un régimen especial que congeló los litigios antárticos sin afectar ni apoyar los reclamos de soberanía existentes ni permitir otros nuevos. El continente fue destinado exclusivamente a fines pacíficos y orientado a la investigación científica abierta. El accionar antártico argentino quedó así enmarcado en lo estipulado por el tratado y en los acuerdos internacionales firmados posteriormente que componen el Sistema del Tratado Antártico. El ejercicio de su soberanía reclamada en el sector es ejercido sin afectar el accionar de otros países y limitado a sus nacionales, sin poder explotar los recursos naturales. Las instalaciones y medios de transporte quedaron sujetas a inspección y control internacional.

## Política Nacional Antártica
La ley de facto n.º 18513 -sancionada y promulgada el 31 de diciembre de 1969- fijó la orientación superior para la actividad antártica argentina y estableció las bases jurídicas, orgánicas y funcionales para el planeamiento, programación, dirección, ejecución, coordinación y control de dicha actividad. Esta ley adjudicó al Gobierno nacional integralmente la responsabilidad sobre los intereses argentinos en la Antártida, sosteniendo, regulando y controlando la actividad de todos los organismos oficiales y privados que intervengan en esa región. La ley asignó al actual Ministerio de Relaciones Exteriores y Culto la responsabilidad sobre la conducción de la política exterior antártica.
El decreto n.º 2316/1990 de 5 de noviembre de 1990 estableció los objetivos, políticas, prioridades, bases y presencia geográfica de la Política Nacional Antártica, que fijó como objetivo fundamental afianzar los derechos argentinos de soberanía en la región. Para lograr ese fin se fijaron políticas y prioridades, entre las que están: fortalecer el Sistema del Tratado Antártico, incrementar la influencia de Argentina en la toma de decisiones en los foros antárticos y promover la protección del medio ambiente y de los recursos antárticos.

## Dirección Nacional del Antártico

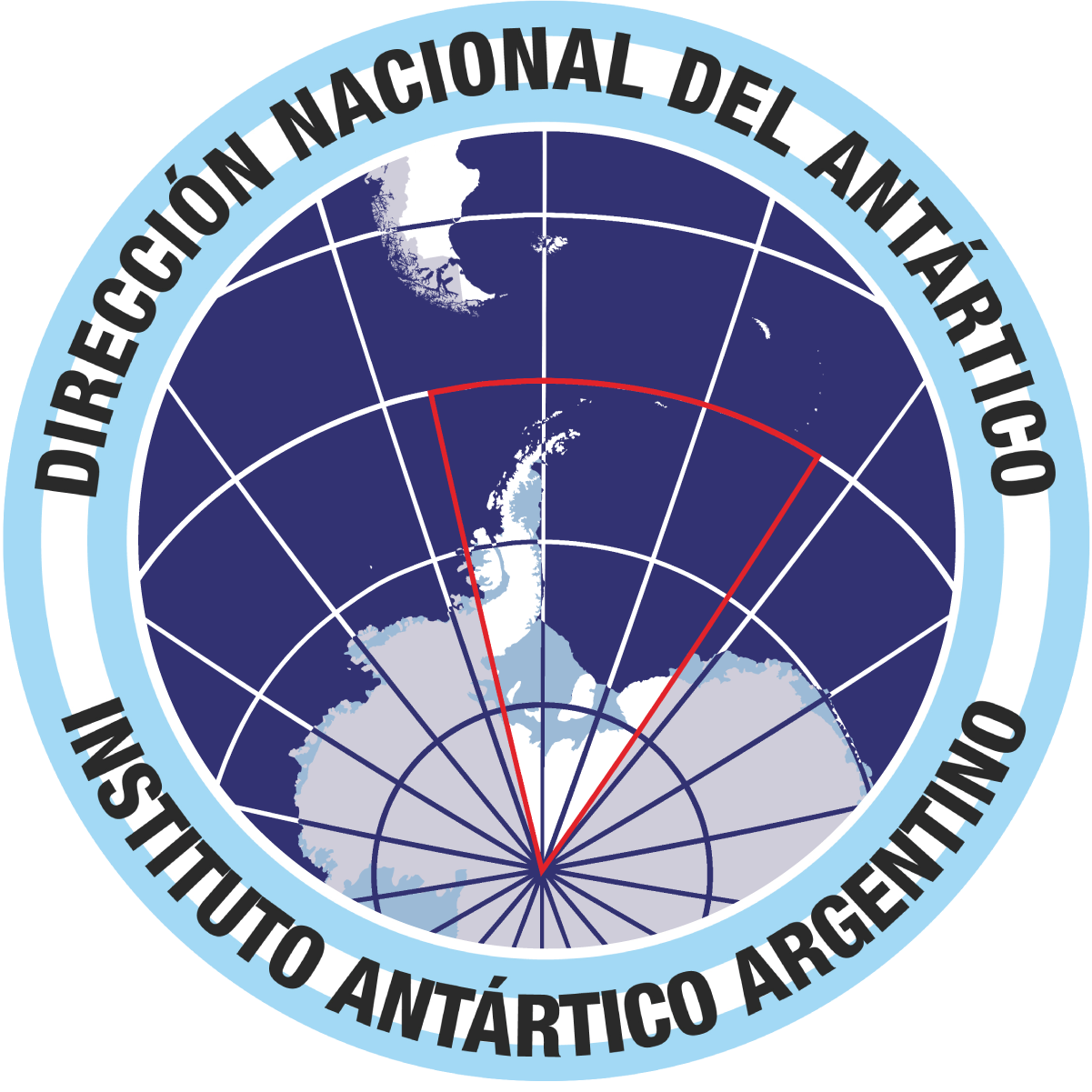
Logo DNA-IAA.

La Dirección Nacional del Antártico (DNA) fue creada por la ley n.º 18513 en reemplazo de la Comisión Nacional del Antártico -creada por decreto n.º 61852/1940- para ejecutar el planeamiento, programación, dirección y control de la actividad científico-técnica antártica. Inicialmente estuvo bajo dependencia de la Secretaría de Asuntos Militares del Ministerio de Defensa, pero por decreto de necesidad y urgencia n.º 207/2003 de 4 de febrero de 2003 pasó a depender de la Subsecretaría de Política Exterior dependiente de la Secretaría de Relaciones Exteriores del Ministerio de Relaciones Exteriores y Culto. La DNA tiene a su cargo el plan de inspecciones de instalaciones extranjeras que prevé el Tratado Antártico y las vinculaciones con los organismos científicos internacionales, tales como el Consejo de Administradores de Programas Antárticos Nacionales (COMNAP) y la Reunión de Administradores de Programas Antárticos Latinoamericanos (RAPAL).

## Instituto Antártico Argentino
El Instituto Antártico Argentino (IAA) fue creado por decreto n.º 7338/1951 de 17 de abril de 1951 como organismo especializado permanente para orientar, controlar, dirigir y ejecutar las investigaciones y estudios de carácter técnico-científicos vinculados a las actividades antárticas argentinas. Por la ley n.º 18513 pasó a ser el órgano científico de la Dirección Nacional del Antártico. El Instituto Antártico Argentino ejerce la representación ante el Comité Científico para la Investigación en la Antártida (SCAR, por sus siglas en inglés).

## Plan Anual Antártico
La Dirección Nacional del Antártico elabora el Plan Anual Antártico, Científico, Técnico y de Servicios sobre la base de los proyectos que le elevan los organismos oficiales y privados ejecutores de la actividad antártica, junto con el presupuesto previsto para cada año (que debe ser aprobado por ley). En el plan anual la DNA determina el plan científico correspondiente de cada base, destacamento, instalación o expedición, asigna los medios y personal especializado y realiza el control correspondiente. El plan contiene todas las actividades que el Programa Antártico Argentino planea llevar a cabo entre el 1 de noviembre de un año y el 31 de octubre del año siguiente. Contiene actividades científico-técnicas (ciencias de la vida, de la Tierra, físico-químicas e investigaciones ambientales, y coordinación científica), actividades de gestión ambiental (gestión ambiental de bases y refugios antárticos y supervisión del turismo antártico), actividades de apoyo logístico (reabastecimiento, reparación y construcción de infraestructura y la operación de las bases) y actividades de servicios (relevamientos hidrográficos y topográficos, balizamiento, meteorología marina y glaciología).

## Comando Conjunto Antártico
De acuerdo a la ley n.º 18513 el Ministerio de Defensa tiene la responsabilidad sobre el sostén logístico a través del Estado Mayor Conjunto de las Fuerzas Armadas. Este tiene la responsabilidad primaria en la planificación, dirección y ejecución de la actividad logística antártica, de conformidad con la política antártica definida por la DNA.
El decreto n.º 1037/1989 de 5 de julio de 1989 creó con carácter permanente el Comando Conjunto Antártico (COCOANTAR) bajo dependencia operacional del Estado Mayor Conjunto de las Fuerzas Armadas, ya que previamente -desde el 29 de diciembre de 1969- se formaba por el tiempo de cada campaña el Comando Conjunto de Campaña Antártica. Este decreto dejaba a los componentes terrestre, naval y aéreo bajo dependencia orgánica de sus respectivas fuerzas (Dirección Antártica del Ejército Argentino, el Comando Naval Antártico de la Armada Argentina y la Dirección de Asuntos Antárticos de la Fuerza Aérea Argentina). El decreto n.º 368/2018 de 25 de abril de 2018 puso al COCOANTAR bajo dependencia orgánica y operacional permanente del Estado Mayor Conjunto de las Fuerzas Armadas a través del Comando Operacional de las Fuerzas Armadas. El COCOANTAR tiene la misión de conducir las operaciones antárticas, en forma permanente y continua, en el continente antártico y zona de interés, para asegurar el despliegue, sostén logístico y desarrollo de la actividad científica, a fin de contribuir al cumplimiento del Plan Anual Antártico, Científico, Técnico y de Servicios fijado por la DNA. Cada una de las Fuerzas Armadas suministra los medios operacionales para realizar las campañas antárticas.
El decreto n.º 368/2018 estableció que las bases antárticas permanentes, transitorias, los refugios y toda otra instalación tendrán carácter conjunto entre las distintas fuerzas armadas y la DNA, a fin de optimizar los recursos.

## Campaña Antártica
El sostén logístico a cargo de las Fuerzas Armadas incluye la obtención, almacenamiento, distribución y evacuación de los efectos, y el transporte de personal y cargas mediante la Campaña Antártica anual. Sobre la base del Plan Anual Antártico se determina que personal y materiales se utilizarán en la campaña, a qué bases se debe ir y en que fecha o período se debe ir a cada una de ellas.
La primera gran campaña antártica argentina se realizó entre enero y abril de 1947 al mando del capitán de fragata Luis M. García. Desde entonces se desarrollaron anualmente. Mientras se desarrolla la Campaña Antártica de Invierno, desde principios de abril a fines de octubre se desarrolla el período de planificación, reparaciones y mantenimiento de los medios aéreos y navales que participaron de la Campaña Antártica del año anterior. En octubre se lleva a cabo la carga de los materiales y personal en los distintos medios navales y aéreos que van a ir a la Antártica. La Campaña Antártica de Verano se desarrolla normalmente en tres etapas: 1) desde principios de noviembre a mediados de diciembre se efectúa el despliegue de hombres y medios en las bases permanentes (excepto Belgrano II) y se abren las bases transitorias. 2) desde fines de diciembre a principios de febrero se va a la Base Belgrano II en un rompehielos y 3) desde febrero a fines de marzo se efectúa el repliegue de hombres y medios de las bases permanentes (excepto Belgrano) y se cierran las bases transitorias.
La Patrulla Antártica Naval Combinada (PANC) es un operativo de patrullaje naval que realizan en coordinación la Armada Argentina y la Armada de Chile cada temporada de verano austral en un sector de los mares de la Antártida. Ambas armadas se turnan en el patrullaje de los mares comprendidos entre los meridianos 10° O y 131° O al sur del paralelo 60° S, con el fin de salvaguardar la vida humana en el mar y combatir la contaminación marina.

## Bases antárticas
Existen seis bases científicas argentinas que permanecen ocupadas durante todo el año, mientras que otras siete se abren solamente durante el verano austral. Otras instalaciones son campamentos y refugios usados intermitentemente. Hasta tanto se lleve adelante la administración conjunta, la DNA administra las bases Carlini y Brown, mientras que el Ministerio de Defensa administra las otras 11.
Las 6 bases permanentes cuentas con laboratorios, cuyas siglas son: LAMBI, LACAR, LABOR, LABES, LASAN y LABEL.

## Instituciones participantes
Otras instituciones nacionales participan en las actividades del Programa Antártico Argentino prestando servicios, entre ellas el Servicio Meteorológico Nacional -meteorología-, el Servicio de Hidrografía Naval -relevamientos hidrográficos- y el Instituto Geográfico Nacional -relevamientos cartográficos-. También la Prefectura Naval Argentina, la Gendarmería Nacional Argentina y el Servicio de Guardaparques de la Administración de Parques Nacionales. La Dirección Nacional del Antártico suscribe convenios de cooperación con universidades nacionales, con el CONICET, el Instituto Nacional de Tecnología Agropecuaria y con otros organismos científicos. La DNA también tiene memorandos de cooperación con otros programas antárticos, que incluyen la participación de investigadores de otros países en las actividades científicas de Argentina en la Antártida, tales como del Instituto Alfred Wegener de Alemania.